# Prestes Maia
Francisco Prestes Maia (Amparo, 19 de marzo de 1896 — São Paulo, 26 de abril de 1965) fue un ingeniero civil, arquitecto y político brasileño.

## Biografía

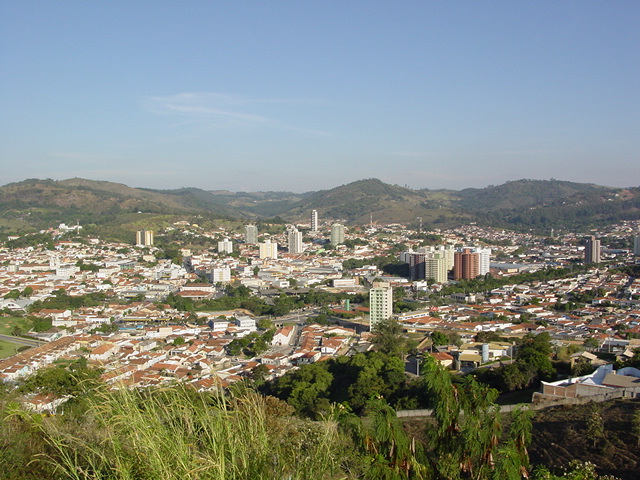
Amparo, São Paulo, lugar de nacimiento de Francisco Prestes Maia.

Francisco Prestes Maia, hijo de Manuel Azevedo Maia y de Carolina Prestes, nació el día 19 de marzo de 1896 en la ciudad de Amparo, estado de São Paulo. En 1917, se graduó como ingeniero civil por la Escuela Politécnica de la USP. El año siguiente, montó una oficina de negocios inmobiliarios y, a la vez, comenzó a trabajar en la Secretaría de Obras Públicas del gobierno provincial, participando en la comisión responsable de las obras urbanísticas de la capital.
Conoció a María de Lourdes Costa Cabral e Abreu en 1930 en Río de Janeiro, donde la joven estuvo de gira con una compañía portuguesa de ópera. La pareja no pudo convivir hasta la muerte de la madre de Prestes Maia en 1935, ya que María de Lourdes Costa Cabral era divorciada y Carolina Prestes no aprobaba su relación. Incluso, no pudieron casarse oficialmente, dado que el divorcio era todavía ilegal en Brasil y el exmarido todavía estaba vivo en Portugal. No tuvieron hijos. Francisco Prestes Maia falleció el día 26 de abril de 1965, a los 69 años de edad, en la ciudad de São Paulo.

## Trayectoria
Fue jefe de la Secretaría de Obras Públicas del Ayuntamiento de São Paulo de 1926 a 1930, cuando elaboró un plan de reestructuración de la ciudad. Durante esos años, fue también profesor de la Escuela Politécnica, habiendo elaborado planes de urbanización para Recife y para las ciudades paulistas de Campos do Jordão, Santos y Campinas.
En mayo de 1938 fue nombrado alcalde de la capital paulista por el entonces interventor federal del Estado, Ademar de Barros. Permaneció en el cargo hasta el 27 de octubre de 1945, dos días antes de la caída del Estado Nuevo. Como alcalde de la capital paulista promovió una transformación profunda en la estructura de la ciudad realizando grandes obras. Retornó a la vida pública en 1950 como candidato al gobierno del Estado por la UDN, sin embargo no salió victorioso. En las elecciones de 1954, volvió a concursar al gobierno paulista con apoyo interpartidario articulado por el gobernador Lucas Nogueira Garcez y, nuevamente, no consiguió salir elegido. En 1957, fue propuesto por Jânio Cuadros a la candidatura de alcalde de la capital, aunque las convenciones partidarias hayan optado por el candidato Ademar de Barros. En las elecciones para el ayuntamiento de São Paulo en 1961 salió victorioso con el apoyo del gobernador del estado, Carvalho Pinto. Como alcalde, se empeñó a fondo en la mejoría de las finanzas del municipio, pero no consiguió alcanzar el desempeño del mandato anterior por falta de recursos. Prestes Maia fue mantenido en el cargo tras el golpe militar en 1964 con el apoyo del gobernador paulista Ademar de Barros.

## Obras y estudios
Miembro del Instituto de Ingeniería, de la Sociedad de Arquitectura de Lisboa y de la Sociedad de Arquitectos de Uruguay, escribió diversos trabajos sobre urbanismo para la Revista "Investigaciones". Algunas de sus obras son: 
- Estudio de un plan de avenidas para la ciudad de São Paulo. Ediciones Melhoramentos, 1930.
- El Zoneamento Urbano, São Paulo, Ed. Sociedad Amigos de la Ciudad, 1936.
- São Paulo, Metrópoli del siglo XX. São Paulo, Ed. Ayuntamiento Municipal, 1945.
- El plan urbanístico de la ciudad de São Paulo (1945);
- Plan Regional de Santos (1950);[5][6][7][8]

Además, es autor, entre otras obras, de "Insolação Escolar", "Los melhoramentos de São Paulo" y del "Plan de Avenidas".

## Urbanista
Durante su gestión en el Ayuntamiento, se construyó el Estadio Municipal y se proyectaron avenidas como las de Lima e Silva, Nove de Julho, Ipiranga, Conceição, Vieira de Carvalho, Son Luís, Anhangabaú, las plazas Roosevelt y Clóvis Beviláqua. Construyó el puente de las Banderas, la Biblioteca Municipal, la Galería Prestes Maia y bastantes viaductos, salvo los de Santa Ifigênia y del Té, que eran anteriores.

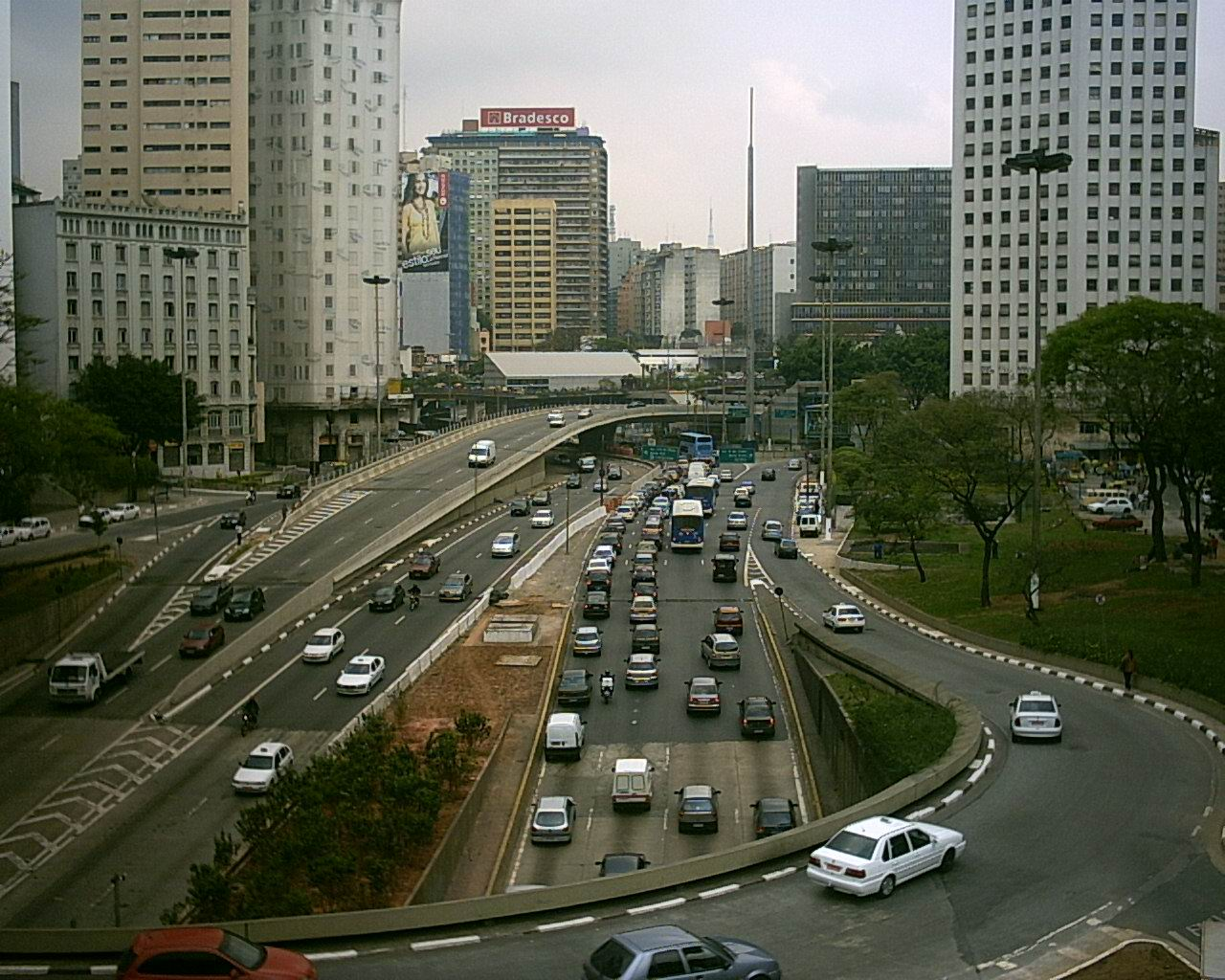
Vista de la avenida Prestes Maia, en el centro de São Paulo.

Inició a continuación un plan de Urbanismo, en cuya ejecución proseguiría la intervención de Fernando Costa. Planificó los dos sistemas básicos de irradiación de la metrópoli y de la avenida "Circular" y el sistema "Y", ejecutando enteramente el primero y preparando otros trabajos como los de la avenida 23 de Maio y la avenida Tiradentes. Ensanchó la calle de la Libertad. En la administración Pires del Río, elaboró un proyecto de urbanismo que fue premiado en el 17º Congreso Pan-Americano de Arquitectura y Urbanismo.

## Alcalde electo

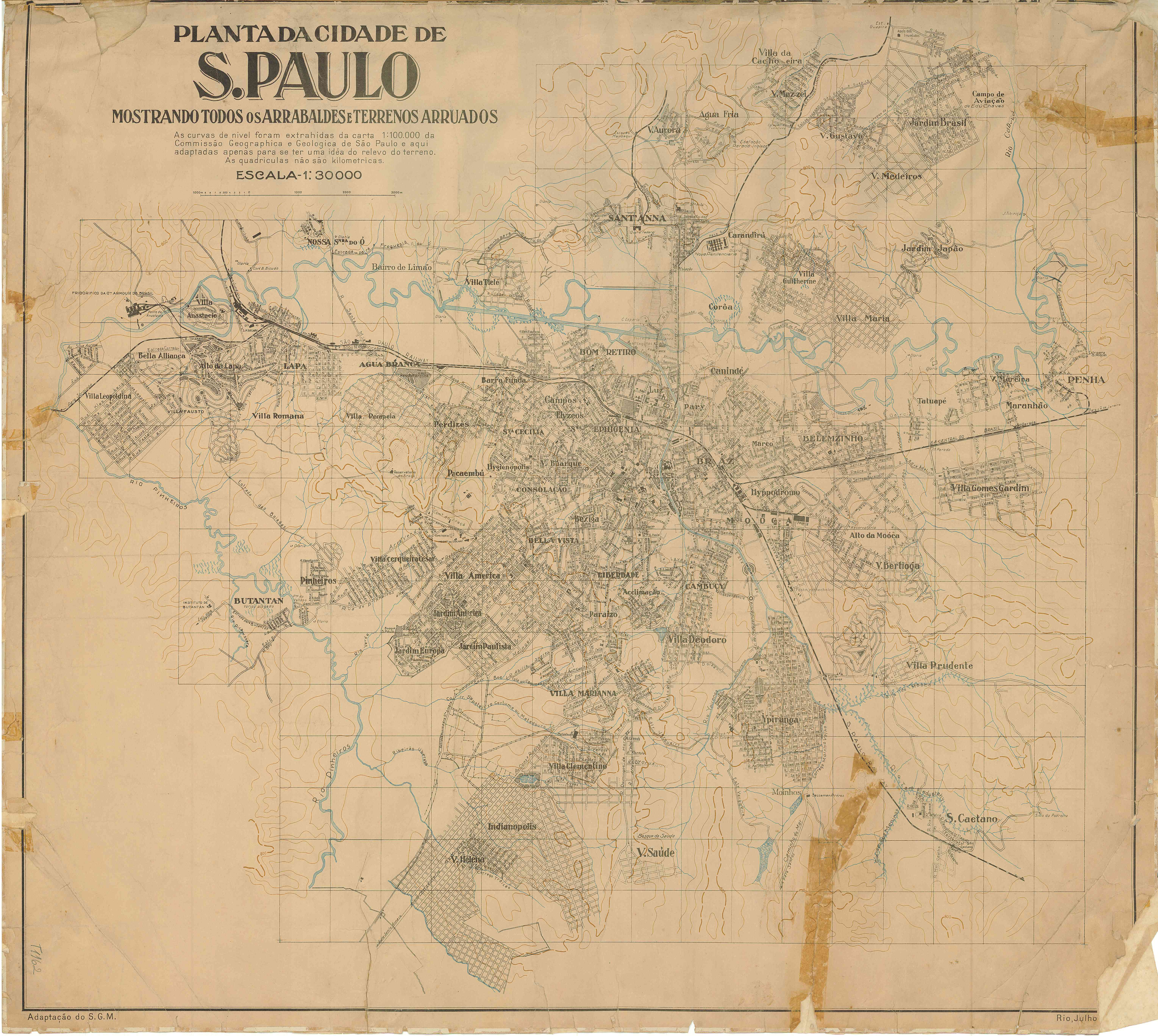
Mapa de São Paulo (1924)

El 8 de abril de 1961 asumió nuevamente el cargo de alcalde municipal de São Paulo con una clara victoria. Encontró las finanzas municipales en estado precario; aun así, emprendió el mejor plan de mejora de la periferia de la capital. Inició la construcción de numerosos puentes, como los del Piqueri y Crucero del Sur, sobre el Tietê, el viaducto Pacheco Llaves, Vila Matilde, Azevedo, Pirituba, Vergueiro, Paraíso, Son Joaquim -sobre el Córrego de la Traición-, el viaducto Aeropuerto y el viaducto sobre la avenida República de Líbano. Incentivó la cultura a través de una red de bibliotecas y parques infantiles en la periferia, promovió las obras de la avenida Itororó. Reordenó la limpieza pública y el sistema de salud de la capital paulista a través de la construcción del hospital Municipal, del hospital Distrito de la Mooca, y en convenio con entidades privadas promovió la construcción de puestos de Socorro y otras mejoras. En la Administración, restableció la jerarquía, ahora muy resquebrajada, inició la promoción con criterios de mérito y capacidad, recuperó moralmente la máquina administrativa. Promovió el cambio del artículo 20 de la Constitución Federal, a fin de que el municipio pudiera recibir el retorno 30% del exceso de recaudación provincial. Como alcalde en el régimen democrático, se reveló por su respeto al poder legislativo y mantuvo las más estrechas y cordiales relaciones con los ediles paulistas, con el Poder Ejecutivo Provincial, y también con la Judicatura.

## Reconocimientos
La acción política y urbanística de Prestes Maia le han valido multitud de reconocimientos. Prestes Maia da nombre a los premios anuales de urbanismo de la ciudad de São Paulo (lei nº 12.443, Prêmio Prestes Maia de Urbanismo).
También da nombre a una avenida en la ciudad de São Paulo. Aparte de São Paulo, también encontramos calles o avenidas en Amparo, Campinas, Santo André, São Bernardo do Campo, Diadema, Caraguatatuba, Panorama, Araçatuba, Votuporanga, Osasco, Carapicuíba, Guarujá, São Vicente.
También da nombre al Edificio Prestes Maia (Prestes Maia building), en el número 911 de la Avenida Prestes Maia, edificio famoso por las concentraciones del Movimento dos Trabalhadores Sem Teto (MTST) o el Movimento dos Trabalhadores Sem Terra (MST). Además, ha protagonizado documentales y películas.
La Biblioteca Prefeito Prestes Maia está situada en el número 822 sw la avenida João Dias, en Santo Amaro, distrito de São Paulo. Contiene más de 53,000 volúmenes de arquitectura y urbanismo. Destaca la Coleção Prestes Maia, con más de 12,000 items sobre arquitectura, urbanismo, estética e historia.

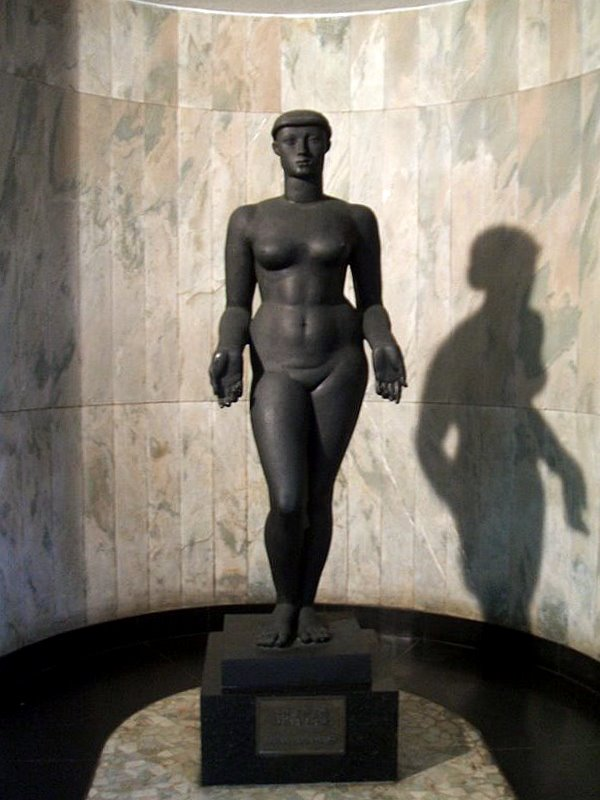
Graça, de Victor Brecheret, en la Galería Prestes Maia de São Paulo

La Galería Prestes Maia es un edificio subterráneo que une la plaza del Patriarca con la llamada Valé do Anhangabaú, en São Paulo. Construida en 1940, durante el primer mandato de Prestes Maia, no recibió su nombre sino posteriormente. Ha sido renovada en 2013.